# Karolówka (rejon czortkowski)
Karolówka (ukr. Королівка, dawniej Karoliwka) – wieś na Podolu na zachodniej Ukrainie w rejonie czortkowskim obwodu tarnopolskiego, podlega hołowczynieckiej silskiej radzie. W pobliżu miejscowości przepływa rzeka Tupa, prawy dopływ Seretu.
Do 2020 w rejonie zaleszczyckim.

## Historia
Wieś założona w 1821 r. pod nazwą Karolówka. W II Rzeczypospolitej miejscowość należała do gminy wiejskiej Tłuste Wieś w powiecie zaleszczyckim województwa tarnopolskiego.

## Dwór
- dwór wybudowany w drugiej połowie XVIII w. był piętrowy pośrodku i parterowy po bokach[1].